# Provincia de Guanacaste
Guanacaste (del náhuat: Quahnacaztlan) es la provincia número 5 de Costa Rica, localizada en el extremo noroeste del país. Limita al norte con la República de Nicaragua, al este con la Provincia de Alajuela, al sur con la Provincia de Puntarenas y al oeste con el océano Pacífico. Posee una superficie de 10,140 km². Es la segunda provincia más grande del país, pero también la más despoblada, en la cual habitan 404 774  personas. Está dividida en 11 cantones y 61 distritos. Su cabecera es Liberia, ubicada a 210 kilómetros de San José. Otras ciudades importantes son Nicoya, Santa Cruz, Cañas.
El territorio de Guanacaste comprende la mayor parte del antiguo Partido de Nicoya, el cual junto con Lepanto, Paquera, Cóbano, Isla Chira, y demás islas del Golfo de Nicoya, se anexó al país el 25 de julio de 1824. Su relieve combina las cimas volcánicas de la cordillera de Guanacaste con amplias llanuras que se abren hacia el Pacífico. Los principales accidentes geográficos son la península de Santa Elena al noroeste, la península de Nicoya al sureste, que es la más grande del país y engloba al golfo de Nicoya.
En el centro se encuentra la depresión tectónica del valle del Tempisque. Posee grandes extensiones de llanura, lo que la convierte en tierra propicia para la cría de ganado y cultivo de granos, en especial las formadas por el valle del río Tempisque, razón por la cual la provincia recibe el sobrenombre de "la pampa" y también "la bajura". Guanacaste es famosa por sus paisajes, sus playas que bordean el litoral del océano Pacífico, y un clima mucho más soleado y seco que el resto del país, lo que la convierte en uno de los polos turísticos principales de Costa Rica.
En la provincia se encuentra el Área de Conservación Guanacaste (ACG), la cual es sitio Patrimonio de la Humanidad declarado por la Unesco en el año 1999. Comprende, entre otros, el parque nacional Santa Rosa, el parque nacional Guanacaste y el parque nacional Rincón de la Vieja, abarcando 1,470 km² de zonas protegidas. En Guanacaste también se encuentran los parques nacionales Palo Verde y Barra Honda. Posee una de las pocas zonas azules del mundo, en la península de Nicoya.
Los datos de poblamiento de la región de Guanacaste se remontan a 12,000 años, uno de los más antiguos del país. Durante la época precolombina, estuvo habitada primeramente por los corobicíes, de cultura del Área Intermedia, y luego por grupos chorotegas y nahuas, de cultura mesoamericana. Algunas de las expresiones culturales de estos grupos, como la cerámica nicoyana, han subsistido hasta la actualidad y son patrimonio nacional de Costa Rica. En la península de Nicoya se encuentra la Reserva Indígena Matambú.
Guanacaste es cuna de muchos aspectos del folclor de Costa Rica, tales como la música, instrumentos como la marimba y el quijongo, danzas tradicionales como el punto guanacasteco, la gastronomía derivada del maíz y del ganado, y la cultura propia de la vida de la hacienda y el campo. Se ha convertido en la segunda región, después del Valle Central, con mejores expectativas de desarrollo. Durante os últimos años Guanacaste ha mejorado todos sus índices gracias a grandes inversiones.

## Toponimia
La provincia de Guanacaste (del náhuat: Quahnacaztlan) recibe este nombre por el Enterolobium cyclocarpum, conocido en Costa Rica como "árbol de Guanacaste", el cual también es símbolo nacional del país. Guanacaste es una palabra de origen nicarao que significa "el que parece tener orejas" (el prefijo wa- posiblemente se pueden explicar como producto de influencia mangue-chorotega; ku, parecido o similar; nakas, oreja), en alusión a la forma del fruto de este árbol.
En la época precolombina, la mayor parte del territorio de la provincia formó parte del Reino de Nicoya (náhuatl: Nekok Yaotl, con enemigos a ambos lados). Luego de la conquista española, se conformó la Alcaldía Mayor de Nicoya, con capital en dicha ciudad. En 1769 fue erigida una ermita hacia el norte de Nicoya, alrededor de la cual creció una villa que recibió el nombre de Guanacaste (actual Liberia), debido a la abundancia de dicho árbol en la zona, donde los viajeros que venían de Nicaragua hacia Nicoya paraban para sestear. Luego de la independencia centroamericana en 1821, el Partido de Nicoya se anexionó a Costa Rica en 1824, y dos años después, una ley de la República Federal de Centroamérica añadió a la villa de Guanacaste a dicha anexión.
En 1848, Costa Rica reorganizó su división administrativa, creando el Departamento de Guanacaste con los territorios de Nicoya, Santa Cruz y Guanacaste, a los que se agregaron los cantones de Bagaces y Cañas, que no pertenecían al antiguo partido. Tras un breve periodo en que la provincia tomó el nombre de Moracia (en honor al presidente Juan Rafael Mora Porras), en 1860 fue cambiado definitivamente a provincia de Guanacaste.

## Historia

### Época precolombina
Arqueológicamente, Guanacaste pertenece a la región de la Gran Nicoya, que abarca el Pacífico nicaragüense y el Pacífico norte de Costa Rica. El territorio de la actual provincia de Guanacaste muestra datos de poblamiento que datan de entre 12.000 a 8000 a. C., con la aparición de puntas de flechas en las faldas de la sierra de Tilarán, en los alrededores del lago Arenal. A partir de 8000 a. C. se encuentran los primeros registros de agricultura. De 3.500 a. C. datan los primeros registros de pre-cerámica en Guanacaste, mientras que los registros de cerámica más antiguos provienen de 1500 a. C., en las faldas del volcán Orosí.
Del año 500 a. C. en adelante aparece la agricultura diversificada, en especial en el valle del río Tempisque. La cerámica es bicroma en zonas, y se distingue por la presencia de caras y figuras humanas decoradas en rojo y negro. Entre 300 y 800 d. C. aparece la cerámica policrómica y los primeros instrumentos musicales como ocarinas y sonajeros, además del uso del jade como símbolo de poder. En Guanacaste se han encontrado jades de origen olmeca y maya, que indican un intercambio con Mesoamérica desde periodos muy tempranos, así como gran cantidad de jades manufacturados por artesanos locales.
En 800 d. C., se produce la migración de pueblos mesoamericanos provenientes del sur de México, permitiendo un mayor vínculo de la región con Mesoamérica, pero sin eliminar las bases locales. Los chorotegas ocuparon gran parte de la península de Nicoya, el valle del Tempisque y las faldas de la cordillera de Guanacaste, así como las islas y la banda oriental del golfo de Nicoya, desplazando a los antiguos pobladores de cultura del Área Intermedia y lenguas chibchas (los corobicíes), mientras que una colonia nahua se estableció en la región del actual cantón de Bagaces. En adelante, las sociedades guanacastecas presentan un alto desarrollo cultural y compleja organización social que se va a manifestar principalmente en el arte, sobre todo en la cerámica policrómica, que desarrolló un estilo propio y distintivo, lo que la convirtió en un preciado bien de intercambio intra y extrarregional, pero también con la elaboración de objetos de jade y la escultura de metates ceremoniales de piedra. A la llegada de los españoles en el siglo XVI, existía en Nicoya un reino importante con un mayor grado de evolución y de progreso cultural y social, así como numerosos cacicazgos tributarios.

### Conquista y colonización española
El golfo de Nicoya fue navegado por españoles por primera vez en 1519 por Gaspar de Espinosa. Gil González Dávila visitó la región en 1522, desde Chorotega Vieja (ensenada de Tivives, en Puntarenas), hasta Corobicí (cantón de Cañas), luego pasó a la península de Nicoya, donde recorrió el río Zapandí (hoy río Tempisque), visitó Canjel y llegó a Nicoya, donde fue recibido por el monarca, se recogieron tributos en oro y se bautizaron algunas personas, para continuar el recorrido hacia Nicaragua. En 1523, Francisco Hernández de Córdoba pasó por Nicoya con rumbo a Nicaragua. Entre 1524 y 1540, los indígenas guanacastecos fueron repartidos en encomienda. En 1544, se construyó en Nicoya la ermita de San Blas, siendo esta la primera y más antigua de Costa Rica.
En 1554 se nombró a Pedro Ordóñez como primer corregidor de Nicoya. A partir de 1560, Nicoya sirvió de base para la conquista de Costa Rica por Juan de Cavallón y Juan Vázquez de Coronado. Para los españoles fue como un puesto de control gubernamental.
Debido a su ubicación, Nicoya fue un poblado con importante actividad comercial debido a ser la única ruta entre Costa Rica y Nicaragua.
En 1769 se firmó el acta de fundación del poblado de Guanacaste (Liberia), nombre que se le atribuyó en honor a un famoso árbol homónimo que crecía en la zona. En ese mismo año se creó una ermita en el lugar recién fundado, a raíz del creciente asentamiento de pobladores; así como también debido a las actividades comerciales que se realizaban hacia Liberia, Bagaces y Nicoya desde Granada y Nicaragua.

### Anexión a Costa Rica e historia posterior

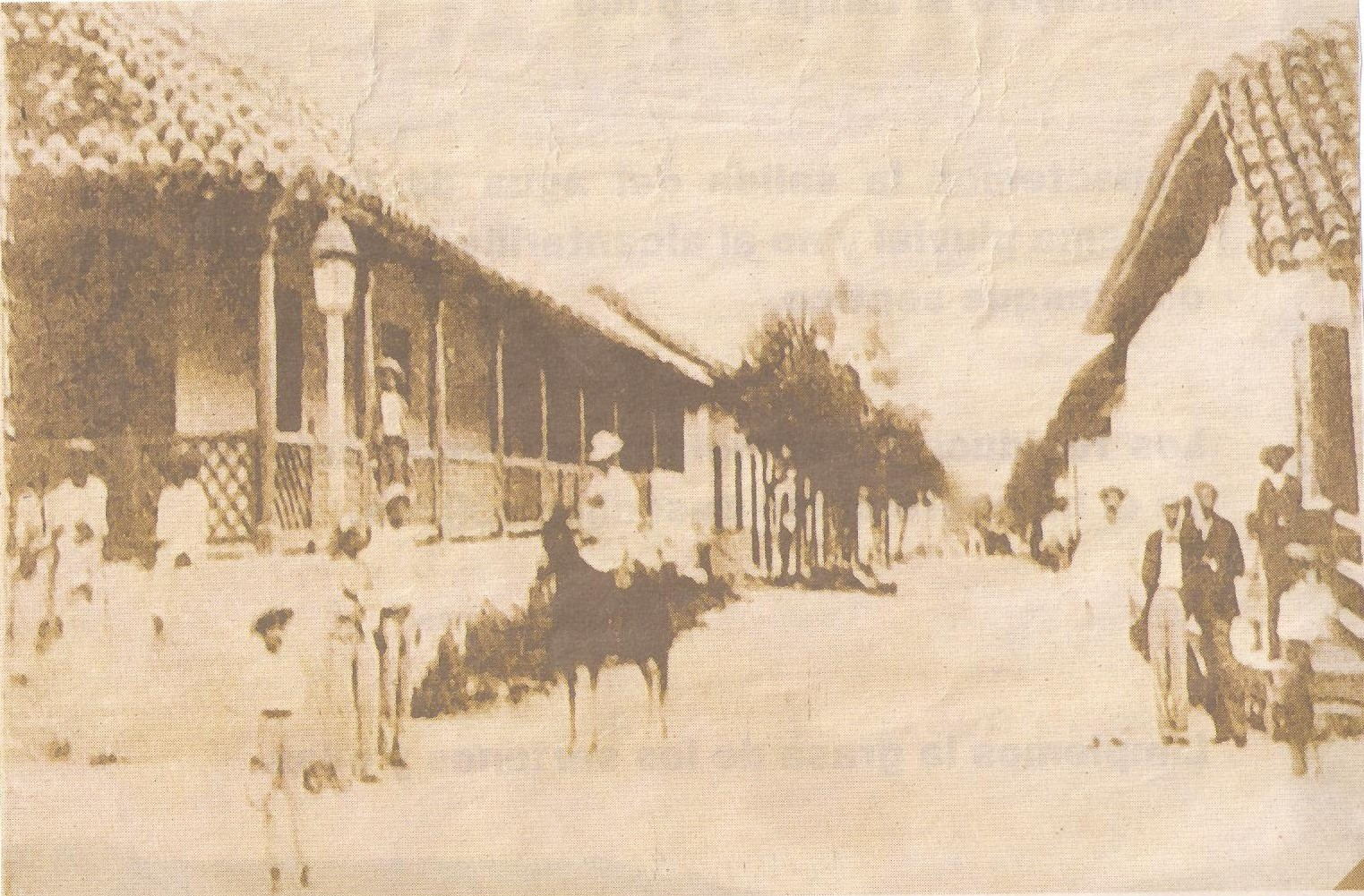
La Calle Real de Liberia en 1881.

El 25 de julio de 1824, luego de 185 años de autonomía, el Partido de Nicoya, formado por Nicoya, Santa Cruz y la villa de Guanacaste (actual Liberia), decidió anexarse al Estado de Costa Rica, siendo el jefe de Estado del país Juan Mora Fernández. La decisión fue tomada en cabildo abierto bajo el lema “De la patria por nuestra voluntad”. En 1826, la anexión fue ratificada mediante una ley del Congreso Federal de Centroamérica, incluyéndose en la misma a la villa de Guanacaste, que había declinado la anexión en un inicio. En 1838, las tres municipalidades (Santa Cruz, Nicoya y Guanacaste) confirmaron su decisión de permanecer anexadas a Costa Rica.
A partir de 1835, el Partido de Nicoya pasó a llamarse Departamento de Guanacaste cuando el gobierno del Estado de Costa Rica reorganizó administrativamente el país en tres departamentos: Oriental, Occidental y Guanacaste. El Departamento abarcó, además del antiguo territorio del partido, las tierras del Valle de Bagaces y Las Cañas, que habían pertenecido durante la época colonial a la antigua Provincia de Costa Rica. Un año después, la cabecera del departamento pasó de Nicoya a la villa de Guanacaste. En 1841, Braulio Carrillo Colina volvió a reorganizar al país en cinco departamentos: San José, Alajuela, Cartago, Heredia y Guanacaste. A partir de 1848, con la declaración de Costa Rica como una república por parte de José María Castro Madriz, los departamentos pasaron a convertirse en provincias, con lo que nació la provincia de Guanacaste. En 1846 se crea la primera institución de enseñanza, la "Escuela de Primeras Letras".
En 1854, la villa de Guanacaste cambió su nombre a Liberia, y el de la provincia a Moracia, que conservó hasta 1860. El 20 de marzo de 1856 se libró en el territorio de Guanacaste la Batalla de Santa Rosa, en la que el ejército costarricense, incluido el Batallón de Moracia, derrotó a las fuerzas del filibustero William Walker, quien pretendía extender su dominio a todo el territorio de Centroamérica, en medio de la Campaña Nacional de 1856-1857.
En 1915, un decreto del presidente Alfredo González Flores segregó el territorio sur de la península de Nicoya (los pueblos de Lepanto, Paquera, Cóbano, e islas del golfo) y lo agregó temporalmente a la provincia de Puntarenas mientras se desarrollaban los caminos con el resto de la zona. Entre 1920 y 1930 se desarrollaron el transporte y la electrificación. La carretera interamericana se construyó entre 1936-1940. En 1955, una invasión por parte de fuerzas leales al expresidente Rafael Ángel Calderón Guardia, apoyadas por tropas nicaragüenses, fue repelida cerca de la Hacienda Santa Rosa por el ejército costarricense. El 31 de agosto de 1959 se nombró al árbol de Guanacaste como el árbol nacional de Costa Rica. En 1973 se creó el parque nacional Santa Rosa, el más antiguo de la provincia. En 1975 se construyó el Aeropuerto de Guanacaste, que cambió su nombre en honor a Daniel Oduber en 1995, cuando recibió el primer vuelo internacional, iniciándose el boom turístico de la provincia. En los años 1980 se construyeron el Embalse Arenal, el Proyecto de Riego de la Cuenca Baja del Tempisque y el Proyecto Geotérmico Miravalles. En 1999, el Área de Conservación Guanacaste fue declarada Patrimonio de la Humanidad. En 2003 se construyó el Puente La Amistad de Taiwán sobre el río Tempisque, que mejoró la comunicación de la península de Nicoya con el Valle Central. Desde finales del siglo xx y principios del siglo xxi, se ha dado un gran desarrollo en el área del turismo, sobre todo en el golfo de Papagayo, desarrollo que sin embargo no ha logrado alcanzar a todos los estratos sociales de la provincia.

## Geografía

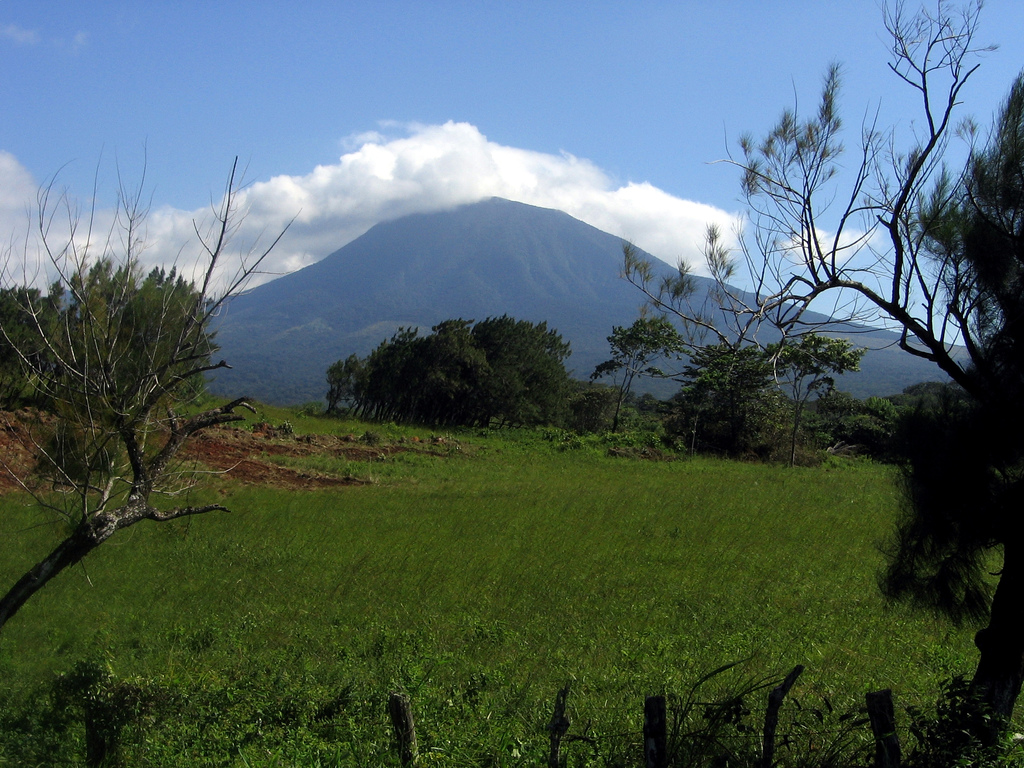
Volcán Rincón de la Vieja.

La provincia de Guanacaste está situada en la zona noroccidental del país, a orilla de la costa pacífica. Es la segunda provincia más grande de Costa Rica en cuanto a superficie. Su terreno es plano, accidentado por la cordillera de Guanacaste hacia el límite con Alajuela, con elevaciones entre los 500 y 2026 m s. n. m., y con algunas zonas altas en la península de Nicoya. Hacia el centro de la provincia se ubica del valle del río Tempisque, siendo la cordillera de Guanacaste su límite nororiental, la sierra de Tilarán el suroriental y las serranías de Nicoya el suroccidental.
La cordillera de Guanacaste separa las llanuras de la vertiente pacífica noroccidental del país de las llanuras del norte. Se extiende en dirección noroeste-sureste y está compuesta por estratos volcánicos de origen geológico reciente. Es divisoria de aguas de la parte nororiental del país. Cuatro cumbres volcánicas destacan en la topografía de la cordillera, de noroeste a sureste: volcán Orosí (1.487 m s. n. m.), volcán Rincón de la Vieja (1.895 m s. n. m.), volcán Miravalles (2.028 m s. n. m.) y volcán Tenorio (1.916 m s. n. m.). Las serranías de Nicoya corren paralelas a la costa del Pacífico y del golfo de Nicoya, sobre la península de Nicoya, y son de poca altura y cimas redondeadas.
El litoral de la provincia se caracteriza por una sucesión de cabos, acantilados y puntas, que da lugar a la formación de muchas playas. La península de Santa Elena, ubicada cerca de la frontera con Nicaragua, reúne erosionados entrantes y se constituye en una de las áreas geológicas más antiguas del país. En el golfo de Papagayo se destaca la bahía Culebra. La península de Nicoya, la mayor del país, posee un contorno rocoso. En sus costas se alternan playas de finas y grises arenas, acantilados, plataformas de abrasión, cabos, islas, golfos, bahías, esteros y ríos, cuyas aguas descienden drenando colinas de rocas sedimentarias y volcánicas. En el límite septentrional se ubican las islas Bolaños, Dispensa y Murciélagos, en bahía Salinas.

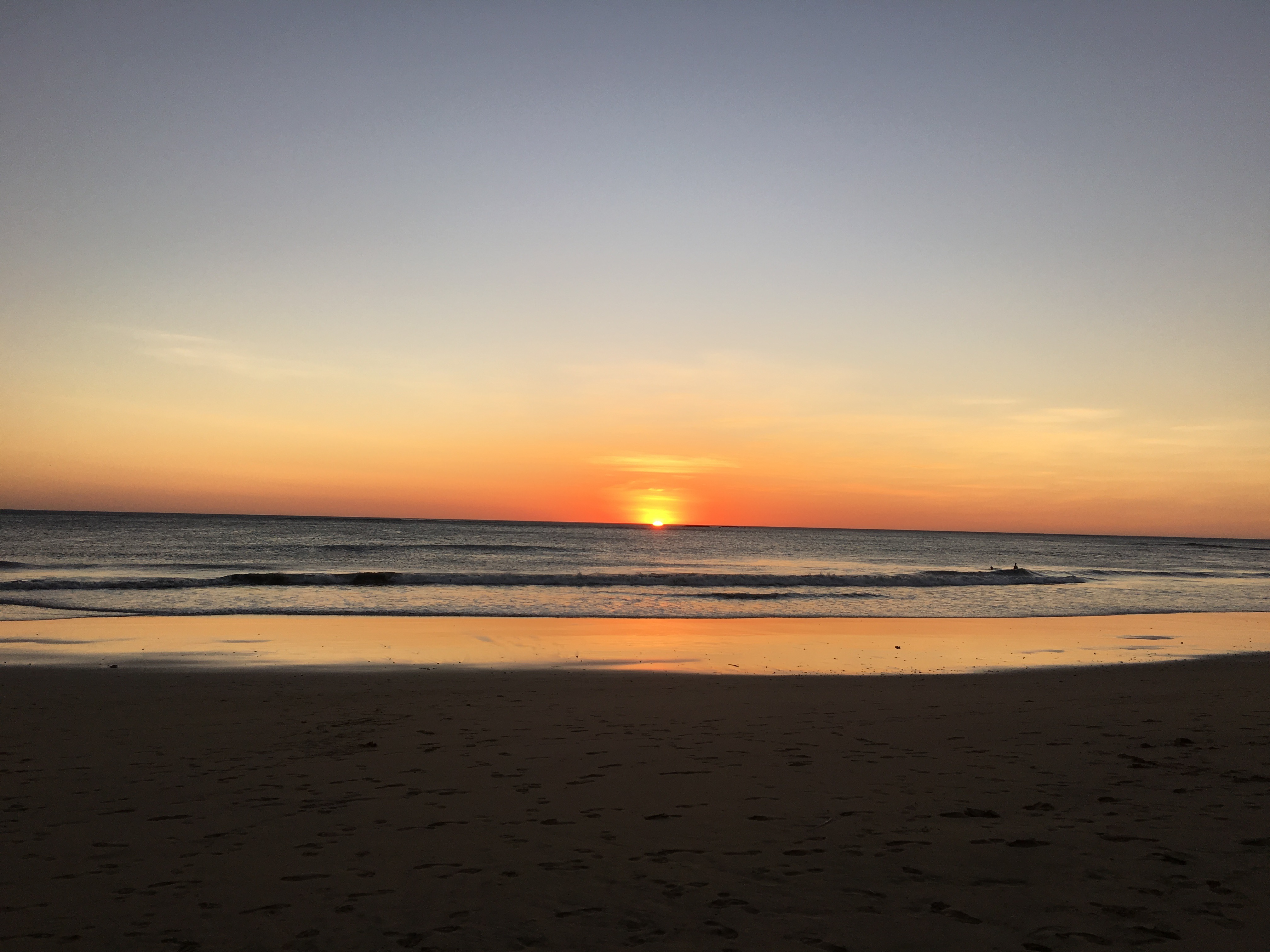
Playa Grande.

En su división política, Guanacaste se divide en 11 cantones. El potencial económico de Guanacaste radica en la ganadería, el cultivo de granos y el turismo. Las playas de Guanacaste son muy populares en Costa Rica por su riqueza biológica, su gran atractivo escénico, su potencial para desarrollar diversas actividades recreativas y su clima caliente ideal. Entre las playas más reconocidas se pueden mencionar Playa Hermosa, Playas del Coco, Tamarindo, Grande, Langosta, Avellana, Conchal, Brasilito, Sámara, Carrillo, Coyote, entre otras.
La temperatura anual de Guanacaste oscila entre 20 y 33 °C en la parte baja, y entre 10 y 23 °C en la parte alta, siendo la zona del Arenal y la cordillera las más frías. La precipitación anual está entre 1500 y 2000 mm, mientras que las zonas del Arenal y Nosara-Punta Islita pueden llegar hasta 3000 mm. Se da una estación seca desde noviembre hasta mayo, la cual crea las condiciones para el bosque tropical seco, como una adaptación natural a la sequía en esos meses. Arenal y la cordillera continúan con lluvias hasta febrero por acción de los vientos alisios húmedos provenientes del Caribe y Zona Norte del país. Es una provincia rica en biodiversidad gracias a estas condiciones climáticas, encontrándose paisajes como llanuras, bosques secos, bosques lluviosos, montañas, volcanes y playas.

### Hidrografía
Los ríos de la provincia de Guanacaste pertenecen a la vertiente del océano Pacífico y a la subvertiente norte que desemboca en el lago de Nicaragua. Fluyen varios ríos que forman un plano aluvial drenado por el río Tempisque, el cual recorre y nutre a gran parte de la provincia antes de desembocar en un estuario en el golfo de Nicoya. Nace en las faldas del volcán Orosí de la confluencia de los ríos Ahogados y Tempisquito, y se alimenta de las aguas de los ríos Cañas occidental y Las Palmas, que nacen de las serranías de Nicoya, y los ríos Salto, Liberia y Bebedero, que provienen de los altos relieves orientales.
El río Tempisque es el tercer río más extenso del país, después del río Grande de Térraba y el río Reventazón. Tanto el río Tempisque como el Bebedero son de gran importancia para su uso agropecuario ya que suponen el 75% del total del agua para riego del país. La cuenca Tempisque-Bebedero es la más grande del país con 5.455 km² y de ella depende la producción de ganado vacuno y cultivos extensivos como caña de azúcar y arroz.
Otros ríos importantes de la provincia son los ríos el Abangares, Haciendas, Sábalos, Sapoá, Mena y Colorado.
Entre la cordillera de Guanacaste y la sierra de Tilarán se encuentra la laguna de Arenal, un embalse artificial de 90 km² de superficie. Es una de las principales fuentes de energía hidroeléctrica del país.

### Áreas protegidas

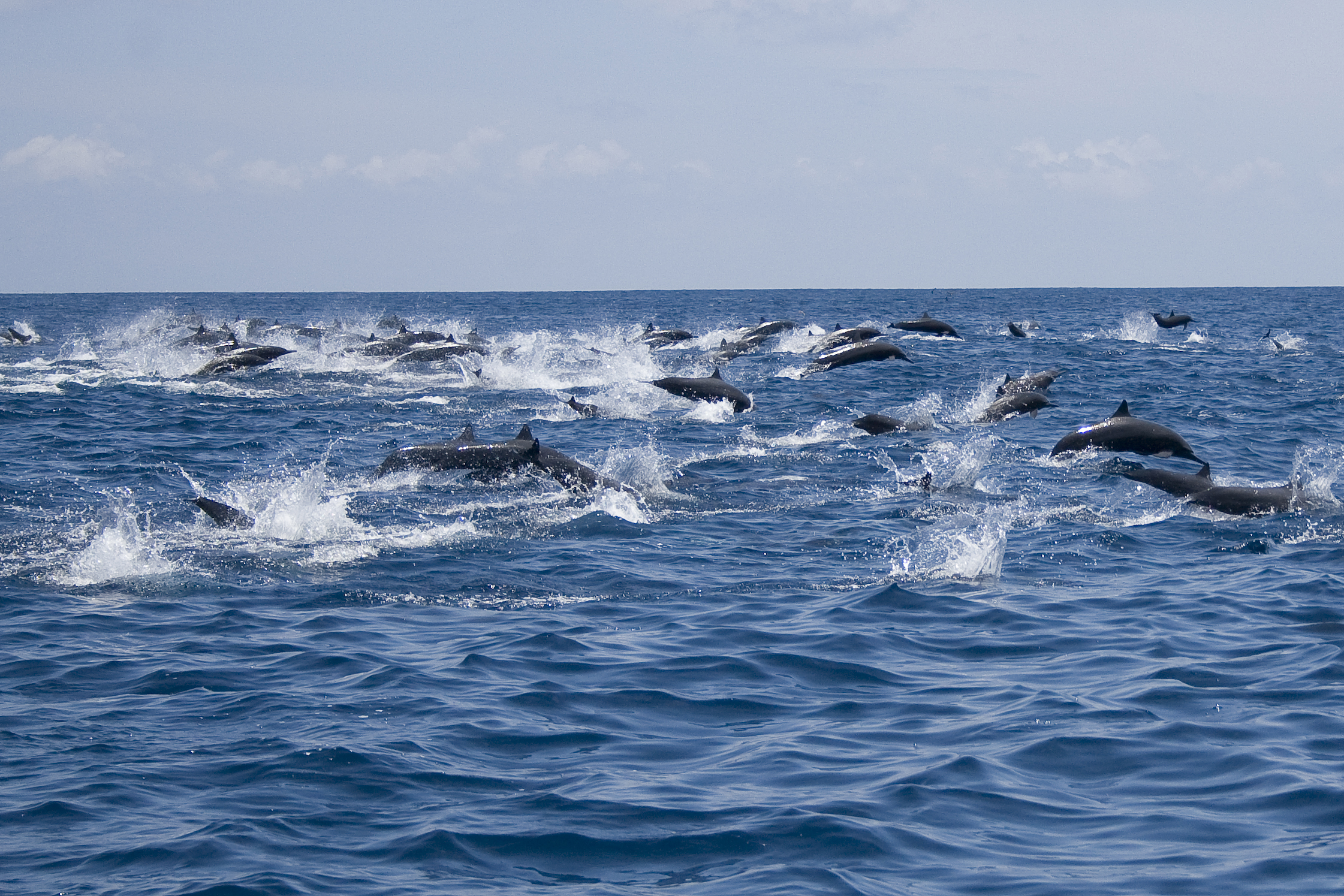
Grupo de delfines cerca de la costa de Puerto Carrillo, cantón de Hojancha.

En el territorio de la provincia de Guanacaste existen tres áreas protegidas administradas por el Sistema Nacional de Áreas de Conservación de Costa Rica: el Área de Conservación Guanacaste, ubicada en la región noroeste; el Área de Conservación Tempisque, que ocupa la península de Nicoya; y el Área de Conservación Arenal-Tempisque, cuyo sector guanacasteco ocupa el sureste de la provincia y la margen oriental del golfo de Nicoya.

#### Área de Conservación Guanacaste
El Área de Conservación Guanacaste (ACG) comprende un solo bloque biogeográﬁco de área silvestre protegida de 163 000 hectáreas, ocupando el 13% de la superficie de la provincia. Se extiende desde el área marina en los alrededores del archipiélago Islas Murciélago en el océano Pacífico, pasando por la meseta de Santa Rosa, hasta la cima de los volcanes Orosí, Cacao y Rincón de la Vieja de la Cordillera Volcánica de Guanacaste. Comprende cuatro ecosistemas tropicales: marino/costero, bosque seco, bosque nuboso y bosque lluvioso, siendo la única área de conservación de América en presentar estos cuatro tipos de ecosistemas. Se estima que existen aproximadamente 235 000 especies (65% del estimado de las especies en Costa Rica) y un 2.6 % de la biodiversidad mundial en el ACG, razón por la cual fue declarada en 1999 Patrimonio de la Humanidad por la UNESCO. Esta área de conservación está dividida en tres parques nacionales, una estación experimental y un refugio de vida silvestre.
| Áreas silvestres del Área de Conservación Guanacaste |
| --- |
| - Parque nacional Santa Rosa. Conserva la muestra de bosque seco más importante de Mesoamérica. Su área integra 43 mil ha marinas y 38 mil terrestres. Posee dos sectores turísticos: Santa Rosa, donde se halla el Monumento Nacional Hacienda Santa Rosa, de valor histórico para el país; y Murciélago, en la península de Santa Elena, las tierras más antiguas de Costa Rica. Protege, entre otros, 115 especies de mamíferos terrestres. En este parque se hallan playa Naranjo (en la foto) y la Roca Bruja. - Parque nacional Guanacaste. Ubicado en la sección norte de la provincia, protege tres tipos de bosque: bosque seco, bosque lluvioso y bosque de transición. Incluye las cimas de los volcanes Orosí (en la foto) y Cacao. Protege cerca de 3.000 especies de plantas, 5.000 de mariposas y 300 de aves, y mamíferos como el tepezcuinte, el venado, el jaguar, el cariblanco, el puma, la danta, el pizote, el saíno, el armadillo, el tolomuco y el perezoso de dos dedos. Cuenta con tres estaciones biológicas: Maritza, Pitilla y Cacao. - Parque nacional Rincón de la Vieja Cubre 14.300 ha. El volcán Rincón de la Vieja, el más activo de la cordillera, posee nueve cráteres, además de fumarolas, solfataras, pailas de barro y numerosas lagunas. El parque, el más visitado del ACG, protege las cuencas hidrográficas de los ríos Blanco, Colorado y Los Ahogados, que forman numerosas cataratas (en la foto), zonas de pastizales en regeneración, y bosques primarios. Cuenta con la población silvestre de guaria morada más grande del país. - Refugio de Vida Silvestre Bahía Junquillal Este sitio cuenta con 7 diferentes ecosistemas costeros y una extensión de 505 ha. La playa de Bahía Junquillal, de 2 km de largo, tranquila y de gran belleza escénica, posee la Bandera Azul Ecológica. En la bahía se encuentra la Isla Muñecos (en la foto), donde se encuentra una importante formación de coral. El refugio posee tres senderos, uno de los cuales posee una laguna, y es posible observar aves y pequeños mamíferos. |

#### Área de Conservación Tempisque
El Área de Conservación Tempisque (ACT) incluye la totalidad de la península de Nicoya, delimitada por playa Grande al noroeste y la boca del río Tempisque al sureste, y entre la costa de la península de Nicoya al oeste y la ribera occidental del río Tempisque al este. Posee gran diversidad topográfica, desde el nivel del mar hasta el cerro Azul (1018 m s. n. m.), en las serranías de Nicoya. Su vegetación incluye bosques secos, húmedos, secundarios, tacotales, pastizales, lagunas, manglares y otros. Protege tanto la cuenca baja y media del río Tempisque como las serranías de Nicoya, incluyendo recursos marinos, vida silvestre, régimen hidrológico, bosque tropical seco, fuentes de agua y nacientes naturales, hábitat de aves acuáticas, humedales, sitios de desove de tortugas y zona marítimo-terrestre. El ACT incluye tres parques nacionales, ocho refugios de vida silvestre (Ostional, Camaronal, Conchal, Cipancí, Hacienda El Viejo, Caletas Arío, Iguanita y Mata Redonda), una reserva absoluta, dos humedales (Río Cañas y Corral de Piedra) y una zona protectora (Montealto). De ellos, únicamente la Reserva Natural Absoluta Cabo Blanco no pertenece políticamente a Guanacaste, pues forma parte de la provincia de Puntarenas, aunque geográficamente se encuentra en la península de Nicoya.
| Áreas silvestres del Área de Conservación Tempisque |
| --- |
| - Parque nacional Barra Honda Localizado a 22 km de Nicoya, con una extensión de 2295 ha, es el único parque que cuenta con un sistema de cavernas subterráneas, de origen calcáreo. Posee una cobertura de charrales y tacotales (en la foto), bosque secundario deciduo y 290 ha de bosque siempre verde. Se pueden observar aves y mamíferos. - Parque nacional Diriá Ubicado cerca de Santa Cruz, posee 5426 ha, siendo el parque de mayor tamaño del ACT. Está cubierto de bosque húmedo tropical y bosque muy húmedo premontano, bosques caducifolios, bosques ribereños, bosque siempre verdes, charrales y tacotales. En él habitan 134 especies de aves y mamíferos como venados y coyotes. - Parque nacional marino Las Baulas Ubicado en la bahía de Tamarindo, posee 175 km², principalmente marinos. Protege el estero de San Francisco y tres playas (Grande, Langosta y Ventanas), reconocidas entre las mejores del país. Es sitio de anidación por excelencia en el Pacífico de la tortuga baula, en peligro de extinción. - Refugio de vida silvestre Ostional Ubicado en Santa Cruz, con 320 ha terrestres y 3000 ha marítimas. Incluye la franja costera, desde Punta Guiones hasta Punta India (16 km). Protege los principales sitios de anidación del mundo de la tortuga lora (en la foto), que se concentran en números de hasta 200 000 individuos en época de desove. |

#### Área de Conservación Arenal-Tempisque
El Área de Conservación Arenal-Tempisque abarca aproximadamente 395 046.14 hectáreas (7.73% del territorio nacional), y posee territorio en tres provincias (Guanacaste, Puntarenas y Alajuela). La parte que corresponde a Guanacaste comprende parte de la cordillera de Guanacaste y de la cordillera de Tilarán, destacándose los volcanes Miravalles y Tenorio, y el Embalse de Arenal, principal fuente de energía hidroeléctrica del país, y además sitio Ramsar desde 2000. Su flora y fauna es muy variada con numerosas especies de aves, mamíferos, anfibios, reptiles, insectos y hongos. Protege especies en peligro de extinción como el jaguar (Panthera onca) y la danta (Tapirus bairdii). Posee 190 especies de plantas endémicas de Costa Rica, y algunas de ellas, endémicas de esta área. Administra dos parques nacionales, una reserva biológica y un refugio de vida silvestre.
| Áreas silvestres del Área de Conservación Arenal-Tempisque |
| --- |
| - Parque nacional Palo Verde. Localizado en la cuenca baja del río Tempisque, importante sitio de reproducción de aves acuáticas tanto migratorias como residentes. La vegetación muestra la alternancia del manglar, bosques diversos de perennifolio, anegado, mixto, caducifolio de llanura, de ribera y pastizales. - Parque nacional Volcán Tenorio. Ubicado a los pies del volcán Tenorio, presenta 35 especies de peces, 78 especies de anfibios, 135 especies de reptiles y 131 especies de mamíferos, incluyendo especies en peligro de extinción, como el tepezcuintle, la danta y el puma. El árbol jícaro danto (Parmentiera valerii) es endémico de la cordillera de Guanacaste. - Reserva Biológica Lomas Barbudal. Se ubica en Bagaces. Posee 7 hábitats diferentes, bosque tropical seco con 240 especies de árboles, 280 de aves, 223 de plantas (en la foto, Pavonia cancellata), 125 de hongos, 54 de mamíferos, 22 de reptiles, 10 de peces y 8 de anfibios, así como pozas, cataratas y senderos. - Refugio de Vida Silvestre Cipancí. Comprende la parte baja de la cuenca del río Bebedero y la boca del río Tempisque. Protege los manglares ribereños con abundante avifauna, camarones y peces. El puente de La Amistad sobre el río Tempisque se encuentra dentro de este refugio, y desde él se pueden observar cocodrilos. |

## Economía

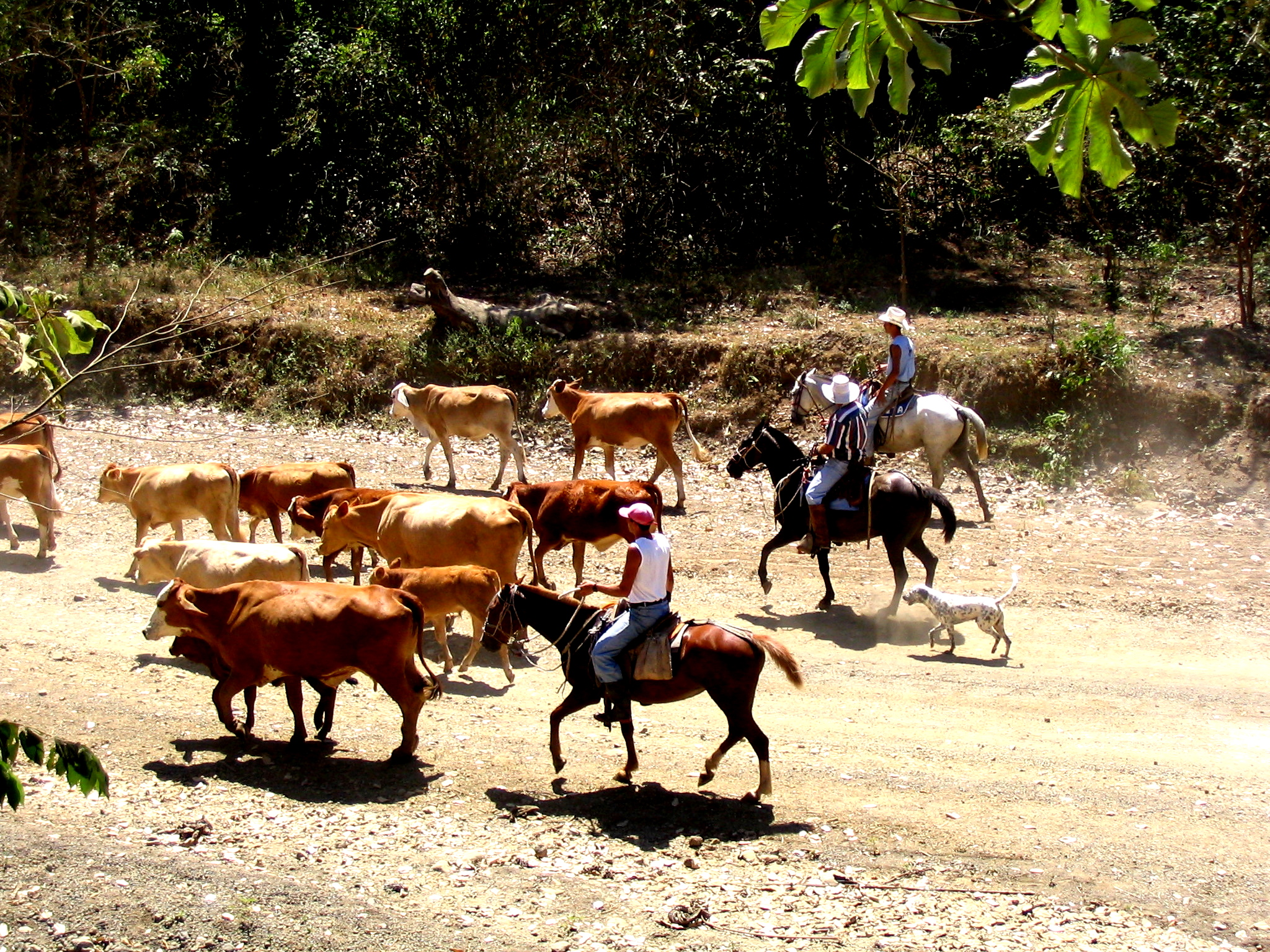
La ganadería es una de las principales actividades económicas de la provincia.

La economía de Guanacaste se fundamenta principalmente en el turismo y las actividades agropecuarias, así como una creciente ciencia y tecnología, dinamizando más la economía de la provincia. En términos de regiones, La Región Chorotega o Guanacaste es la segunda más desarrollada del país después de la Región Central. Usualmente, las regiones en Costa Rica abarcan varias provincias a la vez, por lo que en términos de provincia, Guanacaste es la quinta más desarrollada. El turismo es una de las principales actividades económicas. El 50% de la inversión total de Costa Rica en turismo se realiza en la provincia de Guanacaste, lo que en términos monetarios se traduce en 200 millones de dólares en inversión. La ganadería es extensiva para obtención de carne, aunque también en esta región se practican la apicultura y acuicultura.

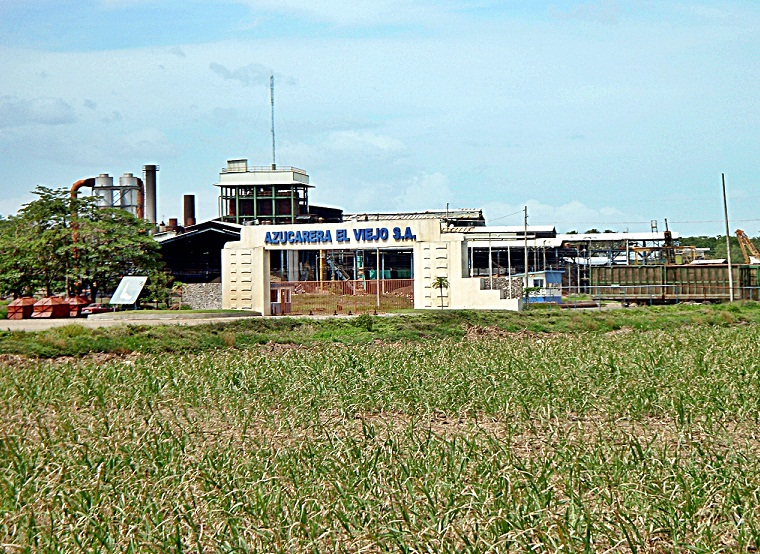
Ingenio azucarero cerca de Filadelfia.

En cuanto a las actividades agrícolas principales, destacan la producción de arroz, algodón, caña de azúcar, maíz, sorgo, frijol, hortalizas, café y frutas, principalmente el melón. En la cuenca del río Tempisque se siembran casi 24 000 ha de caña de azúcar, con rendimientos unitarios cercanos a las 100 toneladas métricas. Además, se produce cerca del 25% del arroz nacional, y es la principal zona de producción de melón para exportación, con cerca de 5.300 ha dedicadas a este cultivo. Algunas de las mayores industrias arroceras del país, como El Pelón de la Bajura y Coopeliberia, se asientan en sus márgenes, así como grandes complejos industriales como los ingenios azucareros CATSA y El Viejo. También se produce sal.
Guanacaste también es una provincia en la que se produce el 27% de la electricidad que consume Costa Rica, mediante la generación de energía con el aire (energía eólica), y el calor producido en el interior de la tierra (energía geotérmica extraída de volcanes como el Miravalles).
En esta localidad también se encuentra el laboratorio Ad Astra Rocket Company Costa Rica, el cual fue construido con el objetivo de explorar la optimización de una fuente de plasma para la tecnología VASIMR (Variable Specific Impulse Magnetoplasma Rocket), la cual pretende lograr la propulsión de vehículos espaciales a base de plasma. La institución es una subsidiaria de Ad Astra Rocket Company, y está dirigida por el físico y astronauta costarricense Dr. Franklin Chang Díaz.
Además, Chang ha impulsado en su mismo laboratorio de Ad Astra, la creación de vehículos particulares y de transporte público propulsados a base de hidrógeno, una gran energía alternativa a favor del medio ambiente y cero contaminante. Él mismo realizó un viaje hasta la capital del país, San José, y volvió a Liberia sin cargar el vehículo de nuevo con hidrógeno, demostrando que es un componente que da más autonomía que los vehículos eléctricos convencionales para recorrer mayor cantidad de kilómetros, lo que se puede convertir en la energía del futuro, algo realizado hasta ahora único en América Latina.
Guanacaste se ha convertido en un gran centro tecnológico y científico, queriendo ser, mencionado por el mismo Franklin Chang, en el futuro Silicon Valley de América Central. Las condiciones climáticas, geografía, reputación turística, gran generador de energía renovable, aeropuerto internacional premiado por muchos entes internacionales, y formación universitaria, han sido los fuertes para que surja esta nueva área económica para la provincia y el país, ofreciendo mejores oportunidades, calidad de vida y poco a poco descentralizando el desarrollo que siempre se ha dado en el Valle Central del país.
Guanacaste cuenta con un radar aeroespacial en Filadelfia de Carrillo que detecta escombros de hasta 2 centímetros en el espacio, ayudando mucho a la aeronáutica mundial, único radar de este tipo en la zona tropical. Además, Liberia contará con la Agencia Espacial Costarricense, la primera de la región centroamericana. Su constante cielo despejado por el clima seco le ha favorecido para buena observación y estudio del espacio exterior. Así Costa Rica se posiciona más en estas áreas por las ventajas tecnológicas e innovadoras, siendo el segundo de Latinoamérica después de Chile.

### Turismo

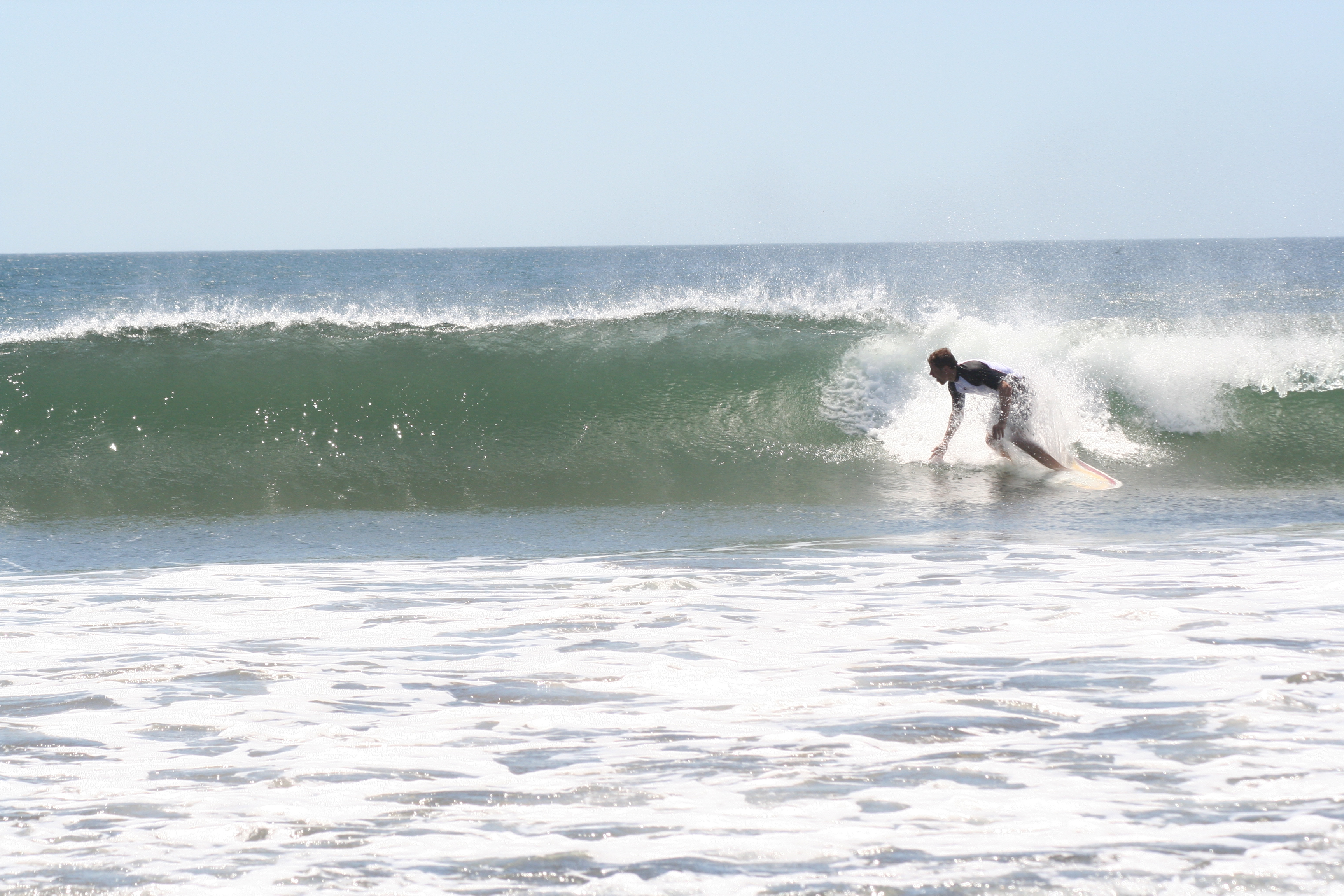
Surfing en una playa de Guanacaste.

Guanacaste es considerado el destino turístico por excelencia de Costa Rica. La provincia cuenta con atractivos diversos que incluyen playa, montaña, ríos, lagos y bosques, los cuales han sido destacados en muchas ocasiones por revistas, sitios web, anuncios publicitarios y programas de televisión tanto nacionales como internacionales. El turismo nacional y extranjero se ve atraído por la oportunidad de realizar actividades que invitan a relajarse, olvidar el estrés y disfrutar, así como practicar deportes acuáticos, deportes extremos, caminatas y observación de la biodiversidad.
Estas condiciones turísticas y belleza escénica de la provincia han creado pequeñas ciudades costeras y han hecho de las ciudades existentes y otros poblados en lugares con más servicios y condiciones para vivir, que junto con la variedad económica que empieza a experimentar Guanacaste, han atraído hacia la provincia a muchos nacionales y extranjeros que buscan entornos diferentes para residir, principalmente gente de la región central del país y norteamericanos, aprovechando también las manifestaciones culturales y zona azul de Nicoya como otros motivos de atracción turísticos, mejorando mucho los estándares sociales de la provincia, además de la seguridad ciudadana que la caracteriza, catalogada como la provincia más segura del país.
Entre el 2005 y el 2006, el crecimiento de la construcción en todo el país fue de 31%, mientras que para Guanacaste los números llegaron a 69,5%, siendo la industria impulsada principalmente por la actividad turística. El hospedaje en la franja costera de la provincia se caracteriza por la presencia de grandes cadenas hoteleras internacionales, con altos estándares de calidad, infraestructura y servicio. Entre estas se encuentran Barceló, Hilton, Marriott, Riu, Sol Meliá y Occidental. En lo que se refiere al turismo de montaña, la oferta es impulsada principalmente por el capital nacional y se enfoca en el turismo natural. Recientemente se anunció la construcción del primer hotel siete estrellas del país y de América Central, con inversionistas de Dubái, y estará ubicado en la prestigiosa zona de Papagayo.
| Sitios turísticos de Guanacaste |
| --- |
| - Los Llanos de Cortés del río Potrero, entre Cañas y Bagaces, es una catarata de varios metros de altura rodeada de frondosa vegetación y una playa. - Playa Grande es refugio para el desove de tortugas, observación de la belleza escénica y punto de surf. - Playa Conchal. La composición de esta playa está conformada en un 98% por conchas pulverizadas, de allí su nombre. - En Playa Flamingo se encuentra una de las primeras marinas construidas en el país. - Esta formación rocosa, conocida como la Roca Bruja, en el Parque nacional Santa Rosa, es uno de los principales puntos para la práctica del surf en Guanacaste. - La zona de Tamarindo es de las más desarrolladas de la línea costera de Guanacaste. - Atardecer en playa Guiones, Nosara. Las playas de esta zona cuentan con un ambiente sereno y abundante vida silvestre. - El litoral del golfo de Papagayo cuenta con el desarrollo hotelero más importante de la provincia. - Playa Matapalo destaca por sus aguas de color turquesa. |

## Infraestructura

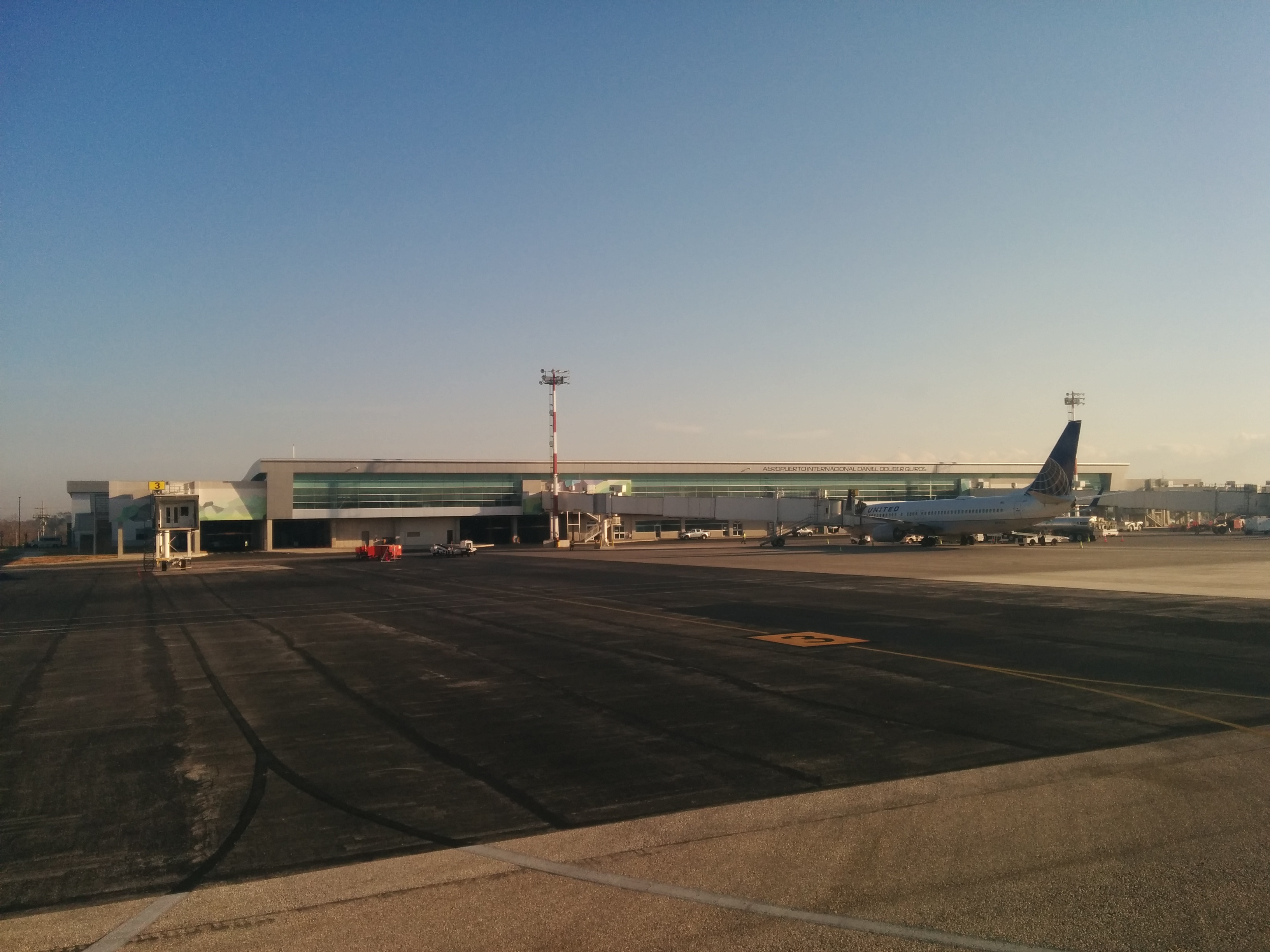
Aeropuerto de Guanacaste.

La provincia de Guanacaste está atravesada por 164 kilómetros de la carretera interamericana desde la frontera de Peñas Blancas con Nicaragua hasta el Río Lagarto en el límite con la provincia de Puntarenas. Otra carretera, la Ruta 21, conocida como la segunda arteria vial de la provincia, que parte de Liberia, comunica esta ciudad con Nicoya, extendiéndose la vía hasta Carmona, cabecera del cantón de Nandayure, y los distritos de Lepanto y Paquera (Playa Naranjo).
Numerosas vías secundarias permiten el acceso a diversos pueblos y puntos turísticos, como las carreteras 4 (La Cruz-Upala), 6 (Cañas-Upala), 18 (Abangares-Nicoya), 142 (Cañas-Tilarán-San Carlos), 150 (Nicoya-Sámara), 151 (Comunidad de Carrillo-Playas del Coco), 155 (Belén de Carrillo-Tamarindo), 160 (Santa Cruz-Nosara-Sámara) y 164 (Bagaces-Fortuna-Upala).
En Liberia se encuentra el segundo aeropuerto internacional de Costa Rica, llamado Aeropuerto de Guanacaste con vuelos provenientes de América del Norte y Europa. Por su ubicación estratégica ha servido al polo de desarrollo turístico del golfo de Papagayo y las playas de la península de Nicoya. Existen numerosos aeródromos en la zonas de Nicoya y Corobicí, destinados sobre todo a la llegada y salida de vuelos turísticos.
El Puente de la Amistad sobre el río Tempisque, donado por Taiwán, permite la comunicación por la carretera 18 de la península de Nicoya con el resto del país.

## División administrativa

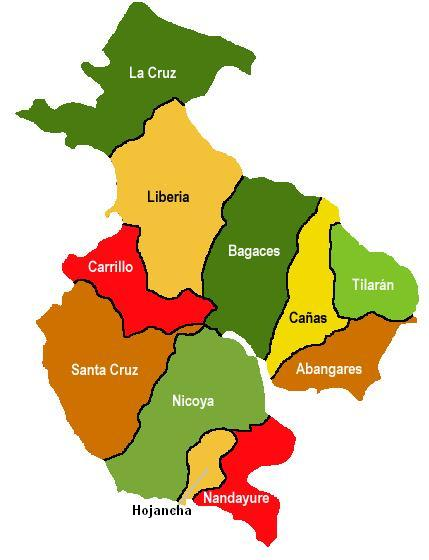
Mapa cantonal de Guanacaste

La provincia de Guanacaste está dividida en 11 cantones y 61 distritos.
| Cantón     | Extensión    | Población   | Cabecera   | Distritos                                                                                               |
| Liberia    | 1436,47 km²  | 63 543 hab. | Liberia    | Liberia, Cañas Dulces, Mayorga, Nacascolo, Curubandé                                                    |
| Nicoya     | 1.333,68 km² | 52 606 hab. | Nicoya     | Nicoya, Mansión, San Antonio, Quebrada Honda, Sámara, Nosara, Belén de Nosarita                         |
| Santa Cruz | 1312.27 km²  | 55 104 hab. | Santa Cruz | Santa Cruz, Bolsón, Veintisiete de Abril, Tempate, Cartagena, Cuajiniquil, Diriá, Cabo Velas, Tamarindo |
| Bagaces    | 1273.49 km²  | 19 536 hab. | Bagaces    | Bagaces, La Fortuna, Mogote, Río Naranjo                                                                |
| Carrillo   | 577.54 km²   | 37 122 hab. | Filadelfia | Filadelfia, Belén, Palmira, Sardinal                                                                    |
| Cañas      | 682.20 km²   | 26 201 hab. | Cañas      | Cañas, Palmira, San Miguel, Bebedero, Porozal                                                           |
| Abangares  | 675.75 km²   | 18 039 hab. | Las Juntas | Las Juntas, Sierra, San Juan, Colorado                                                                  |
| Tilarán    | 638.39 km²   | 19 640 hab. | Tilarán    | Tilarán, Quebrada Grande, Tronadora, Santa Rosa, Líbano, Tierras Morenas, Arenal, Cabeceras             |
| Nandayure  | 565.59 km²   | 11 121 hab. | Carmona    | Carmona, Santa Rita, Zapotal, San Pablo, Porvenir, Bejuco                                               |
| La Cruz    | 1383.9 km²   | 19 181 hab. | La Cruz    | La Cruz, Santa Cecilia, La Garita, Santa Elena                                                          |
| Hojancha   | 261.42 km²   | 7 197 hab   | Hojancha   | Hojancha, Monte Romo, Puerto Carrillo, Huacas, Matambú                                                  |

Una gran parte de la península de Nicoya se encuentra temporalmente bajo la jurisdicción del cantón de Puntarenas de la provincia de Puntarenas. Corresponde a los distritos peninsulares de Isla de Chira, Lepanto, Paquera, Cóbano. Esto puede cambiar en el futuro, ya que existe un debate constante sobre la reasignación del área por efectos históricos.

## Demografía

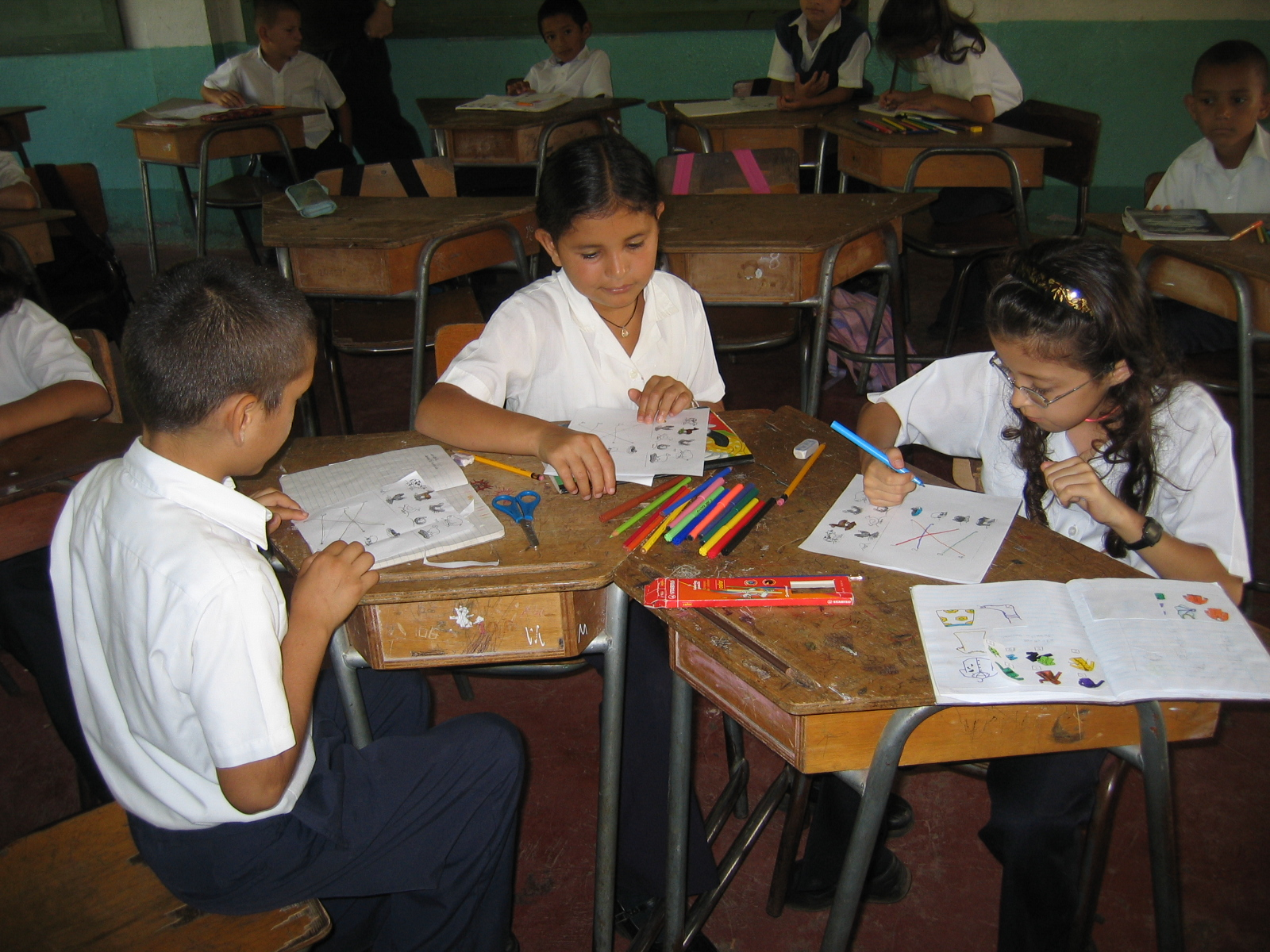
Escolares en un centro educativo de Guanacaste.

Para el año 2011, Guanacaste contaba con una población de 326.953 habitantes, lo que la convierte en la provincia menos poblada de Costa Rica, aunque también la que más creció en población durante la primera década del siglo xxi (1.9%), y la que presenta menor ocupación habitacional (45%). A pesar de su rápido crecimiento socioeconómico, la Región Chorotega, a la que pertenecen Guanacaste y el cantón alajuelense de Upala, es la segunda más pobre del país (23.5%). Cuenta con la tasa de desempleo más alta del país, con 11.4%. A nivel de migración, Guanacaste era antes de 2010 la provincia de Costa Rica donde la población más emigraba, principalmente al Valle Central y Puntarenas. Hoy la tendencia se ha revertido por el desarrollo de Guanacaste, y más bien muchas personas guanacastecas en el resto del país han vuelto a la provincia, y a la vez ha atraído a gente de otras regiones a vivir en ella, principalmente del Valle Central, y un 8.2% de la población es nacida en el extranjero, principalmente en Nicaragua y Estados Unidos. Todavía se sigue dando cierta migración de Guanacaste al Valle Central pero en menor medida. Una proyección al 2021 menciona que a ese año la provincia tiene poco más de 400.000 habitantes, un crecimiento grande.
Guanacaste tiene el porcentaje más bajo de delitos del país, es la provincia más segura, pero tampoco escapa de presentar problemas como asaltos, robos a viviendas, y problemas con drogas, siendo Liberia, Tamarindo y Playas del Coco los puntos más calientes en inseguridad, así como inmigración ilegal en La Cruz proveniente de Nicaragua, por medio de personas a las que llaman “coyotes” que cruzan ilegalmente a los migrantes por la frontera en puntos ciegos, puntos que no tienen vigilancia policial.
En el censo de 2011, se determinaron que había 92.584 viviendas ocupadas en la provincia. De estas, el 58,4% se encontraban en buen estado y se encontraron problemas de hacinamiento en el 6,7% de las viviendas.
El porcentaje de alfabetismo es del 97,0% y la población cuenta con una escolaridad promedio de 8,0 años. Guanacaste es la segunda región con mayor cantidad de universidades, tanto públicas como privadas, y se encuentran en las cuatro principales ciudades de la provincia: Liberia, Nicoya, Santa Cruz y Cañas; en ella se encuentran la Universidad de Costa Rica, Universidad Nacional, Universidad Estatal a Distancia, Universidad Técnica Nacional, y está en planes tener el Instituto Tecnológico de Costa Rica, para así tener las cinco universidades estatales; la oferta académica de Guanacaste ha incrementado dado el desarrollo que ha tenido, lo que implica tener personas calificadas para cubrir las demandas que van surgiendo, y ofrece oportunidades a estudiantes del resto del país.
El Hospital Enrique Baltodano de Liberia es el principal y más grande hospital de Guanacaste y atiende a toda la población de la provincia, junto con el Hospital La Anexión en Nicoya. Hay clínicas mayores en Santa Cruz y Cañas, así como ebáis centrales en el resto de los centros de cantón, y demás comunidades. Existen también hospitales privados, como el Hospital Hotel Cima, ubicado en Comunidad de Carrillo, y Hospital Metropolitano en Liberia y en Huacas de Santa Cruz.
Las poblaciones con más habitantes son las ciudades de Liberia, Nicoya, Santa Cruz, Cañas, Bagaces, Las Juntas de Abangares, Filadelfia y Tilarán. Nicoya es una de las ciudades más antiguas del país: la Nicoya prehispánica estuvo ubicada en algún lugar en el actual distrito de Mansión, y posteriormente, los españoles fundaron la ciudad actual durante el periodo de la Conquista, entre 1520 y 1540. Liberia es la cabecera de la provincia, y ha experimentado un importante crecimiento socioeconómico en los últimos años, volviéndose el principal polo demográfico de esta región del país. Cañas es un importante centro urbano, especializado en la cría de ganado y el cultivo de la caña de azúcar, además de funcionar como punto de escala entre las poblaciones del Pacífico central y Liberia. Filadelfia, ubicada a la vera del río Tempisque, cuenta con el principal puerto de embarque fluvial de la provincia, y es conocida como "la ciudad arqueológica" de Costa Rica por el hallazgo de gran cantidad de yacimientos arqueológicos. Santa Cruz es considerada "la ciudad folclórica" de Costa Rica, por la gran cantidad de manifestaciones culturales que posee, además de ser considerada cuna de la anexión del Partido de Nicoya, dado que sus pobladores fueron los principales propulsores de la unión de 1824. El cantón de Nandayure es el cantón guanacasteco con el mejor índice de desarrollo humano (0,879), ocupando el décimo lugar a nivel nacional, y por las mejoras en su desarrollo, la región Chorotega, a la que pertenece Guanacaste, es la segunda con mejor progreso social, subiendo mucho sus índices de desarrollo humano en cantones como Nicoya, Hojancha y Tilarán, principalmente en índices sociales de bienestar por la zona azul de la Península de Nicoya y su medio ambiente, que ha llegado a estar muy cerca de cantones de la Región Central de Costa Rica, mientras que Liberia también se ha acercado a cantones de esa región pero en índices económicos, principalmente.
En la provincia se encuentra ubicada la Reserva indígena Matambú, último reducto de la etnia chorotega, que alguna vez ocupó la mayoría del territorio de la provincia. La península de Nicoya es, además, una de las zonas azules del mundo: la mortalidad de los mayores de 90 años es un 10% más baja que en el resto del país, sobre todo en los cantones de Nicoya, Carrillo, Santa Cruz y Nandayure.

## Cultura

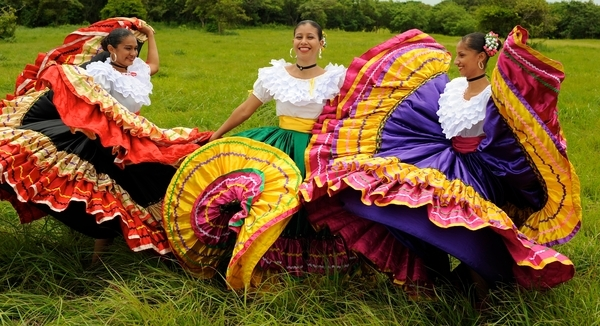
Trajes típicos guanacastecos.

Guanacaste es una de las regiones más llamativas del país por su folclor y colorido, con diversos aspectos culturales que han resultado de la mezcla de tradiciones provenientes de los indígenas de cultura mesoamericana que poblaron la zona, sumado a la herencia cultural de españoles, criollos y africanos desde la época colonial.
Se estima que el primer habitante de lo que sería el territorio costarricense ingresó por Guanacaste hace unos 12.000 años. Guanacaste es la provincia con mayor cantidad de yacimientos arqueológicos registrados. En la zona estuvo asentada la cultura de Nicoya, cuyo centro cultural floreció por 2.000 años y logró alcanzar una compleja organización social y un elevado grado de desarrollo cultural, con gobiernos complejos, agricultura especializada que incluía la irrigación, artes y artesanías, destacándose la cerámica policromada de influencia mesoamericana, la elaboración de joyería de jade y la manufactura de metates de piedra, como el metate ceremonial nicoyano, estilo único en Mesoamérica por la presencia de sus efigies esculpidas con forma de cabezas de guacamaya o jaguar. La tradición de la cerámica nicoyana ha sido heredada por artesanos guanacastecos hasta nuestros días, es patrimonio cultural y es uno de los tipos de artesanía más refinados y reconocidos de la provincia y el país.

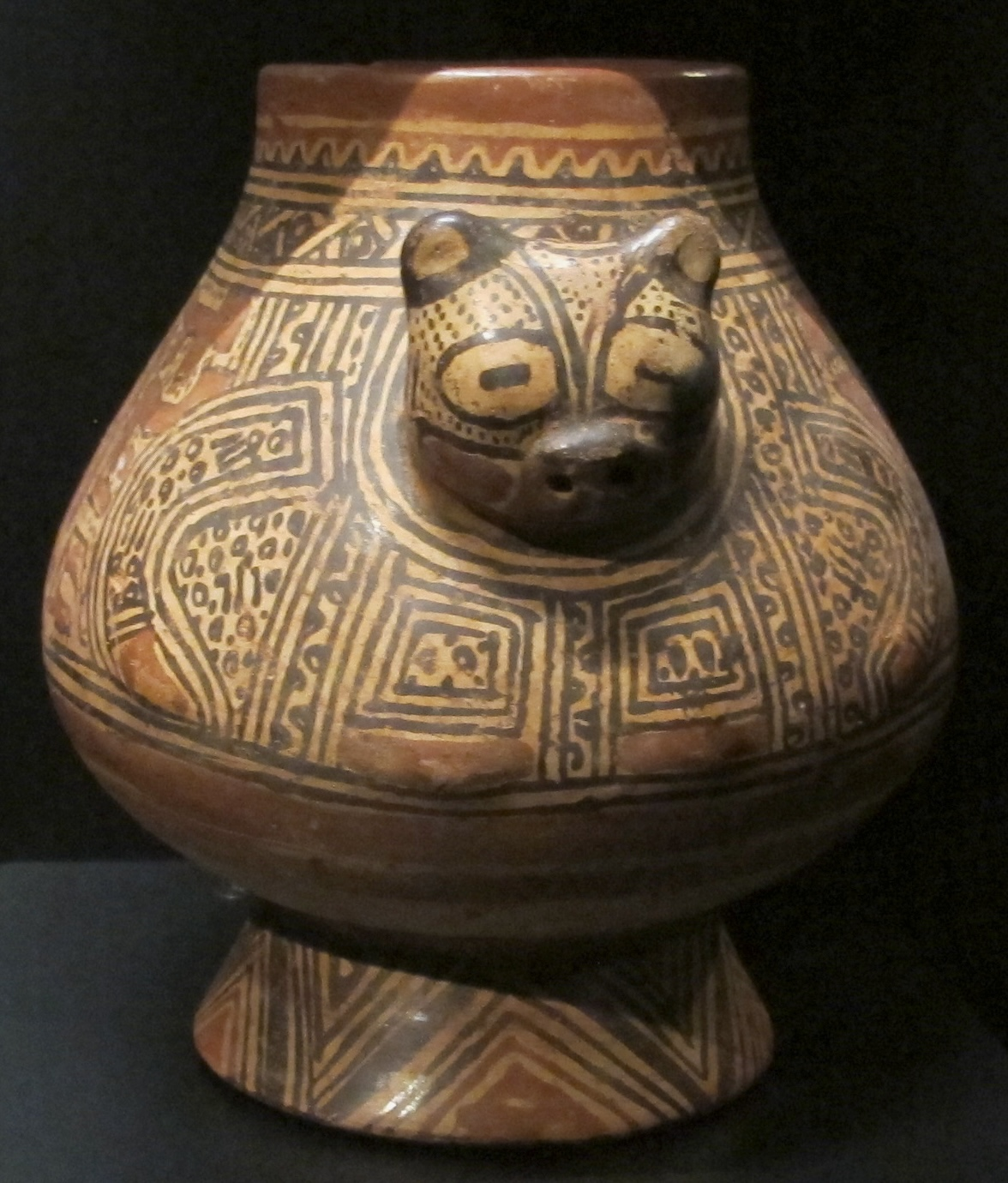
Vasija de cerámica nicoyana.

Tras la conquista española en 1540, se sumó el aporte cultural europeo. La cocina guanacasteca ha recibido esta influencia precolombina y colonial, manifestada en la forma de diversos platillos elaborados a base de maíz, alimento que en Costa Rica ha sido declarado patrimonio cultural. Tortillas, chorreadas, mazamorra, bizcochos, pan casero, pozol, cosposas, son ejemplos de platillos típicos a base de maíz que Guanacaste ha legado a la gastronomía costarricense. A esto se suman alimentos propios de un pueblo con una herencia basada en la vida de la granja, el cuido del ganado y la agricultura. Los guisos, tamales, pisques, rosquillas, chicheme, rompope y vino criollo son otros ejemplos de la rica gastronomía guanacasteca. Los tamales y guisos vienen heredados desde México, ya que en la colonia Costa Rica y Guanacaste pertenecieron a este, y el vino criollo y rosquillas son heredados de la cultura chorotega. Muchos platos tradicionales de Costa Rica y Guanacaste tienen una fuerte influencia africana, como el gallo pinto, el arroz con pollo, el plátano frito y la sopa de mondongo, aunque casi todos estos surgieron en el Caribe del país.
La mentalidad religiosa y devocional también refleja el carácter sincrético de la cultura guanacasteca, donde se combinan creencias religiosas católicas con cultos aborígenes prehispánicos, como lo es el caso de festividades religiosas como la veneración del Cristo Negro de Esquipulas en Santa Cruz y las fiestas de la Virgen de Guadalupe en Nicoya, con costumbres como el baile de los indios promesanos y la danza de la Yegüita, que acompañan en sus procesiones al Cristo y la Virgen respectivamente, y que son evidencia de la influencia chorotega. Tradiciones como la peregrinación, rosarios y velas se registran en distintos distritos y poblados de Santa Cruz, conocida en Costa Rica como "la ciudad folclórica".

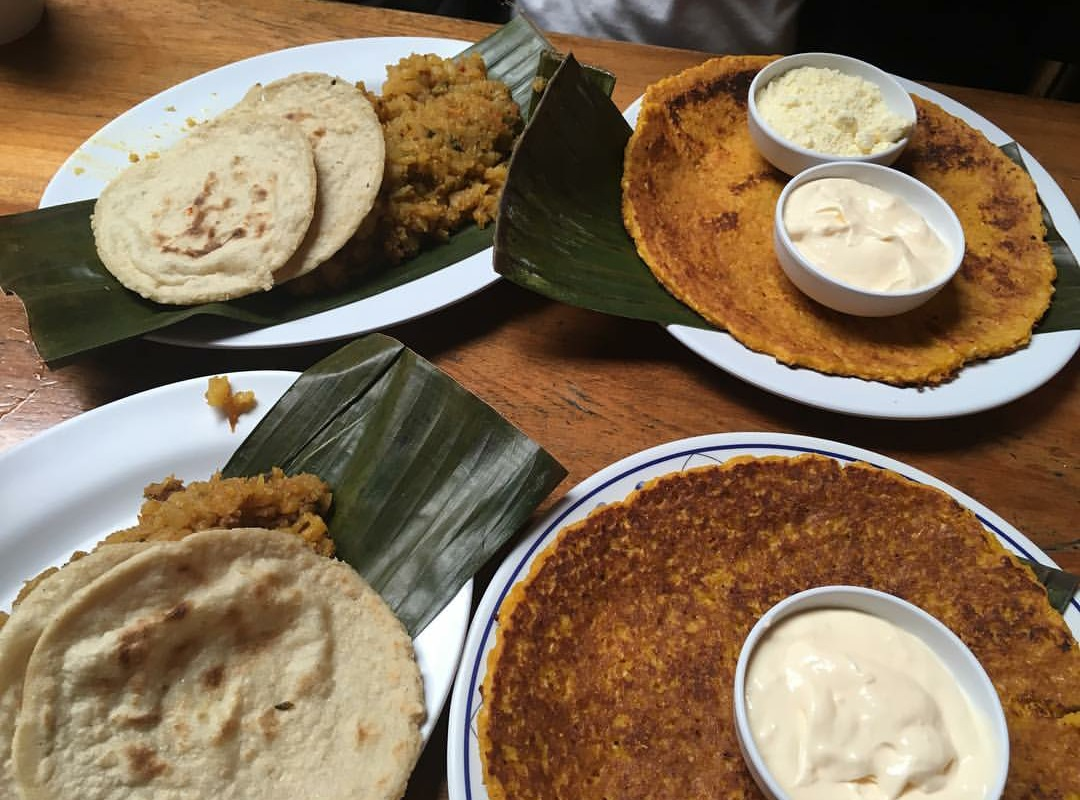
Chorreadas de maíz con natilla, acompañadas de tortillas y picadillo de arracache. La cocina guanacasteca se distingue por sus platillos a base de maíz.

Expresiones tales como danzas, gestos, música, sones, pasillos, contradanzas, valsecillos, las bombas, las retahílas, los refranes, las adivinanzas, las creencias, los cuentos, las leyendas y otro tipo de literatura oral, también la medicina popular, las comidas tradicionales y la vestimenta, forman parte de la cultura popular guanacasteca. La música folclórica guanacasteca sintetiza esta mezcla española, criolla, indígena y africana, y es quizá la más reconocida del país, con el punto guanacasteco como baile folclórico nacional. La entonación de bombas y el típico grito guanacasteco "güipipía", interjección que denota alegría, se consideran infaltables en la ejecución de las danzas típicas costarricenses. Canciones como Caballito nicoyano, Pampa, Amor de temporada, Luna liberiana y Pasión, todas alusivas a Guanacaste, son consideradas los ejemplos más representativos de las interpretaciones de música folclórica nacional. Las piezas de música guanacasteca se basan principalmente en ejecución de la marimba, instrumento multicultural con influencias americana, africana, asiática y europea, que consta de diversas piezas de madera alienadas en forma de teclas ordenadas por tamaño, que producen resonancias sonoras a la percusión. La marimba es el instrumento patrimonial de Costa Rica. Otro instrumento propio de Guanacaste es el quijongo, instrumento musical muy antiguo. En Costa Rica, se conocen dos tipos de quijongo: el limonense y el guanacasteco. El caribeño está hecho para acompañar el calipso, mientras que el guanacasteco tiene la capacidad de ser interpretado por sí solo para hacer música. Compuesto por una jícara, una vara hecha de guácimo ternerero, árbol frecuente en la zona de Guanacaste, y un alambre hecho de cuero y bejucos.
Guanacaste, tierra de grandes llanuras y haciendas ganaderas, ha producido costumbres y tradiciones relacionadas con estos aspectos. De herencia española es la corrida de toros, que se realiza en redondeles de madera, donde resalta la monta rústica al estilo guanacasteco, considerada la expresión autóctona más representativa de las tradiciones en Guanacaste, que se practica en los diferentes cantones de la provincia. La monta de toros al estilo guanacasteco se diferencia de otras montas porque se utiliza una espuela corrediza, así como la forma en que se coloca la correa que rodea el pecho del toro. Los topes y las carreras de cintas son también expresión cultural propia de esta provincia. En estas tradiciones, el caballo toma protagonismo como medio básico de transporte en una provincia de grandes extensiones planas. La destreza de cabalgar potros totalmente chúcaros, montados sin pretal, es otra tradición que aún persiste en Guanacaste.

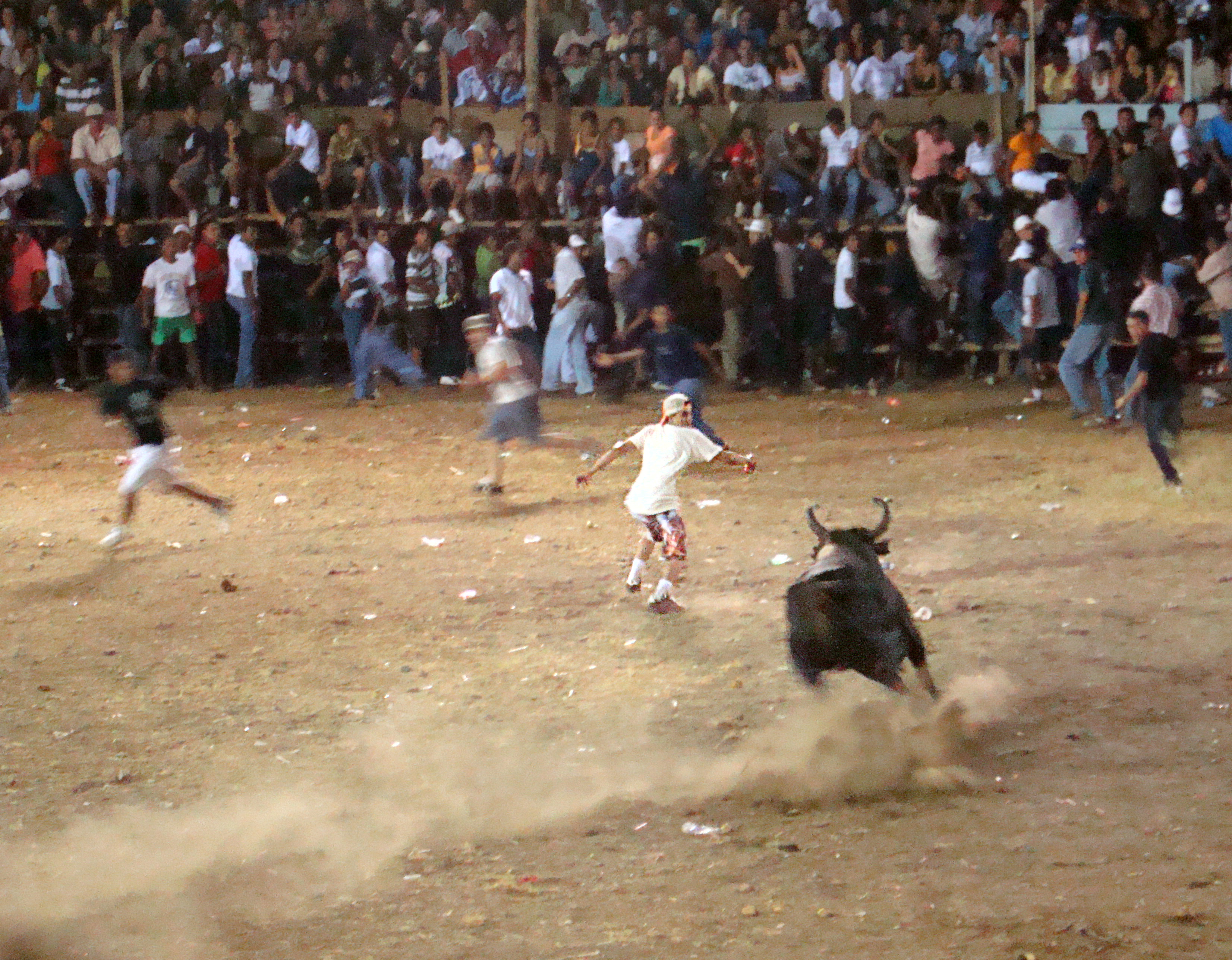
Corrida de toros a la tica en Santa Cruz de Guanacaste.

A diferencia de la carreta típica del Valle Central, pintada con un estilo particular, Guanacaste también posee su propia carreta típica, que exhibe el color natural de la madera, dándole un toque más rústico y humilde, pero de gran belleza artesanal. Se distingue también por su ausencia de paredes, ya que a diferencia de la carreta del Valle Central, usada para transportar granos (café principalmente), la carreta guanacasteca se usa para el transporte de maderas, troncos y ramas. La pica'e leña es un tradicional desfile de carretas guanacastecas que se realiza anualmente en la ciudad de Nicoya, que marca el inicio de las festividades en honor a la Virgen de Guadalupe. Algunas de las más famosas fiestas de la provincia de Guanacaste son las fiestas populares de la ciudad de Santa Cruz, en el mes de enero, las fiestas populares de Playas del Coco en el mes de febrero y las fiestas cívicas de Liberia en los meses de febrero y julio.
Con los conquistadores españoles, que penetraron al país por Nicoya, también vinieron los primeros pobladores de etnia negra que arribaron a Costa Rica. El primer grupo importante que ingresó al país en el siglo xvii eran esclavos africanos traídos desde Panamá, principalmente bantúes de las etnias congo y Angola, que se asentaron en tres regiones del país: el Pacífico norte y central, para trabajar en las haciendas ganaderas; un pequeño grupo para trabajar en las chacras del Valle Central; y finalmente, el grupo más numeroso en Matina, en la costa caribeña, para trabajar en las plantaciones de cacao. Su herencia cultural es evidente a varios niveles: en el aspecto genético, dieron lugar al grupo étnico que en Costa Rica se le conoce como "cholo", mestizo de rasgos negroides, de las provincias de Puntarenas, Guanacaste y una parte del Valle Central. En Meléndez se cita que en el héroe nacional, el alajuelense Juan Santamaría, un mulato, fue hijo natural de un negro colonial guanacasteco. Parte de la alegría y el folclor del pueblo guanacasteco proviene de esta herencia cultural africana, así como tradiciones guanacastecas como la fabricación de vino de coyol a partir de una palma y danzas como "El Torito", citadas como peculiares entre negros y mulatos durante la Colonia. Muchos platos tradicionales de Costa Rica tienen una fuerte influencia africana, entre ellos el gallo pinto, el arroz con pollo, el plátano frito y la sopa de mondongo, y en instrumentos musicales como la marimba y el quijongo.

## Deporte

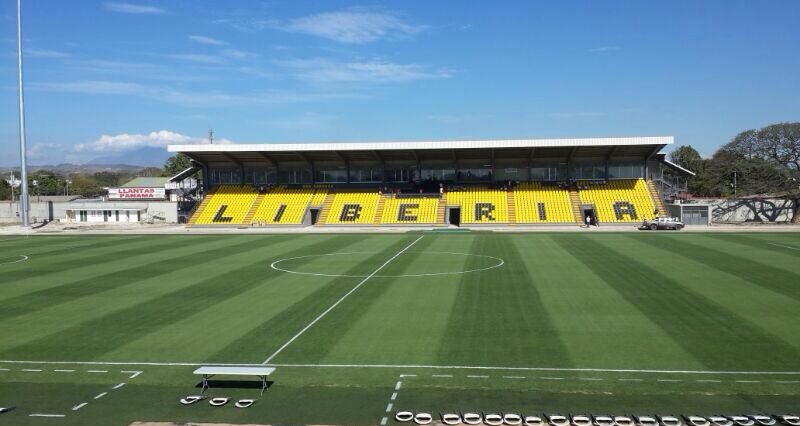
Estadio Edgardo Baltodano Briceño de Liberia.

El fútbol es el deporte predilecto en Costa Rica. Tres equipos con sede en la provincia de Guanacaste han participado en el fútbol de la Primera División de Costa Rica: Asociación Deportiva Guanacasteca, Asociación Deportiva Santacruceña y Municipal Liberia. De ellos, el Municipal Liberia fue campeón nacional en 2009, lo que lo hace ostentar el único título nacional ganado por un equipo de la provincia. Su estadio, el Edgardo Baltodano Briceño de la ciudad de Liberia, fue una de las sedes del Campeonato Mundial Infantil Femenino de la FIFA disputado en Costa Rica en 2014. Otros estadios importantes de la región son el Estadio Chorotega (Nicoya) y el Estadio Cacique Diriá (Santa Cruz).
Otro deporte que tiene gran auge en la provincia es el surf, que ha crecido en el ámbito competitivo en los últimos años de la mano del crecimiento turístico, aprovechando la belleza de las playas de la región, en la que existen varios puntos ideales para la práctica de este deporte, disputándose circuitos y copas anualmente. En 2015, la Selección nacional de surf de Costa Rica se proclamó campeona mundial al ganar los World Surfing Games 2015 de la Asociación Internacional de Surf, disputados en Playa Popoyo, Nicaragua. Entre las playas más destacadas para practicar el surf se encuentran Naranjo, Potrero Grande, Grande, Tamarindo, Avellanas y Negra.
Las playas de la provincia también suelen ser sede de torneos locales y nacionales de voleibol de playa. Las ciudades y pueblos de Guanacaste son parte de los puntos que toca anualmente la Vuelta a Costa Rica. También se llevan a cabo torneos anuales de mountain bike y motocross. Todos los años se lleva a cabo en Tamarindo la Tamarindo Beach Marathon, una de las competencias de fondo más importantes del país, con participación de atletas nacionales e internacionales.